# جوانيات
جَوَّانِيات أو شناقب ملونة (الاسم العلمي: Rostratulidae)، فصيلة طيور من الخواضات تتكون من جنسين الجوانة وشنقب ملون جنوب أمريكي.